# 맨드리바 리눅스
맨드리바 리눅스(Mandriva Linux)는 리눅스 배포판의 일종으로 맨드리바(이전의 맨드레이크소프트), 국내 메타냅이 수정 및 배포한다. 패키지 관리자로 RPM을 사용한다. urpmi는 맨드리바의 픽셀이 개발한 패키지 추가 삭제 방식이다. 데스크톱 제품을 기준으로 하여 6개월마다 새 버전이 출시되며, 서버 제품의 경우 출시후 5년의 제품 주기를 지원하고 있다. 단위 패키지별 업데이트는 매일 제공된다.

## 역사
맨드리바 리눅스는 처음에 맨드레이크소프트(지금의 맨드리바)의 공동창업자인 가엘 듀발에 의해 개발되었다. 커뮤니티 멤버들의 개발참여도가 높고 개발진행이 공개되며 학구적이며 임직원들의 80% 이상이 엔지니어들로 구성되어 있다. 마아케팅보다는 개발에 치중하며 교육용 패키지들을 내놓고 있다. 사용하기 쉬운(Easy to Use) 리눅스를 모토로 하며 USB 프리인스톨 제품을 제공한다. GNOME와 KDE, Qt 등의 커뮤니티 개발단체들을 지원한다. 맨드레이크소프트는 2005년 4월, 브라질에 기반을 둔 리눅스 배포판 제작 업체 코넥티바를 인수하고, 회사명과 제품명을 지금의 이름인 맨드리바로 변경한다. 디스트로와치 통계에는 2002년부터 2004년까지 맨드레이크소프트라는 명칭으로 배포 1위에 랭크된 기록이 있다. 맨드레이크는 해리포터 영화에도 등장했던 약용 식물로 그 모양이나 전설들이 한국의 산삼 경우와 흡사하다. 미국의 부동산회사 허스트사가 보유한 '마술사, 맨드레이크(Mandrake, the Magician)'라는 상표로 분쟁이 있었고 맨드레이크소프트가 브라질의 코넥티바(Conectiva)를 인수한 이후 맨드리바로 변경하여 상표분쟁이 종료된다. 2007년 한동안 배포 1위를 기록했던 미국 PCLinuxOS는 맨드리바 리눅스에 기반한다. 각국 맨드리바 회사들은 지분 출자가 아닌 파트너십 제휴 계약에 의한 국제공동기업(International Common Enterpirse)의 형태이다. 80여개의 언어와 KDE와 GNOME, Drakewin, Icewin 등의 그래픽 환경을 지원한다. 2007년 인텔사의 교육용 넷북인 클라스메이트 PC에는 마이크로소프트 윈도우 XP와 맨드리바의 디스커버리가 탑재되었다. 맨드리바는 나이지리아 정부와 교육용 PC 계약을 하였으나 마이크로소프트사의 제품이 들어간 일이 발생하였고 마찰을 갖게된다. 2008년 5월 오픈오피스(OpenOffice.org)를 포함하여 메타냅 맨드리바 리눅스 데스크톱 서버라는 명칭으로 GS인증을 받았다. 2007년 우정사업본부 인터넷프라자 리눅스 PC 아래아한글 '끼워구매' 논란이 있었고 2008년 중복 투찰 공정위제소와 행정심판, 2009년 디지털교과서용 리눅스사업과 관련하여 경쟁차단, 담합, 문서서식 및 특정 태블릿HW Tivoization으로 제소하여 분쟁이 진행 중이다. 언어환경 선택에 있어서 맞춤법과 코드 체계가 다른 북한 한글 환경에 대한 선택도 제공한다. 맨드리바 리눅스 초기에 한글 용어의 많은 부분을 프랑스에 사는 교포 여성이 제공했다.

## 출시
맨드리바 리눅스 데스크톱 버전은 1999년 7월 23일에 출시되었으며, 데스크톱 최신 버전은 2009년 11월 3일 출시된 맨드리바 리눅스 2010.0이다. 매년 봄과 가을 6개월 주기로 출시한다. EAL5 보안등급으로는 맨드리바 리눅스가 유일하다.
2009년 7월 2일 맨드리바 엔터프라이즈 서버 5(Mandriva Enterprise Server 5)가 출시되었다.
2010년 2월 15일 메타냅 맨드리바 리눅스 서버 V5, 메타냅 맨드리바 리눅스 데스크톱 V2.6 두가지 리눅스는 행정안전부의 2010년 상반기 행정업무용 소프트웨어 인증을 받았다.
2010년 3월 16일 맨드리바 엔터프라이즈 서버 5.1(MES5.1)이 출시되었다. LSB4.0 표준 인증이 되었고 Xen, KVM, Qemu, VirtualBox 등 다양한 가상화를 탑재한 버전이다.

## 현재까지 출시된 버전 목록
| 버전 번호    | 코드명                     | 출시년도 |
| 5.1          | Venice                     | 1998년   |
| 5.2          | Leeloo                     | 1998년   |
| 5.3          | Festen                     | 1999년   |
| 6.0          | Venus                      | 1999년   |
| 6.1          | Helios                     | 1999년   |
| 7.0          | Air                        | 2000년   |
| 7.1          | Helium                     | 2000년   |
| 7.2          | Odyssey                    | 2000년   |
| 8.0          | Traktopel                  | 2001년   |
| 8.1          | Vitamin                    | 2001년   |
| 8.2          | Bluebird                   | 2002년   |
| 9.0          | Dolphin                    | 2002년   |
| 9.1          | Bamboo                     | 2003년   |
| 9.2          | FiveStar                   | 2003년   |
| 10.0         | Community and Official     | 2004년   |
| 10.1         | Community                  | 2004년   |
| 10.1         | Official                   | 2004년   |
| 10.2         | Limited Edition 2005       | 2005년   |
| 2006.0       | Mandriva Linux 2006        | 2005년   |
| 2007         | Mandriva Linux 2007        | 2006년   |
| 2007.1       | Mandriva Linux 2007 Spring | 2007년   |
| 2008.0       | Mandriva Linux 2008        | 2007년   |
| 2008.1       | Mandriva Linux 2008 Spring | 2008년   |
| 2009.0       | Mandriva Linux 2009        | 2008년   |
| 2009.1       | Mandriva Linux 2009 Spring | 2009년   |
| 2010.0(최신) | Mandriva Linux 2010        | 2009년   |